# Мавролофос
Мавролофос (грч. Μαυρόλοφος) је насељено место у општини Зиљахово у периферији Средишња Македонија, Грчка. Према попису из 2021. године било је 395 становника.
Мавролофос је старије насеље које је обновљено 1923. године када су овде смештене грчке избеглице. На попису из 1928. године имало је 397 становника. Село се раније звало Каратопрак.